# Міхаїл Килварт

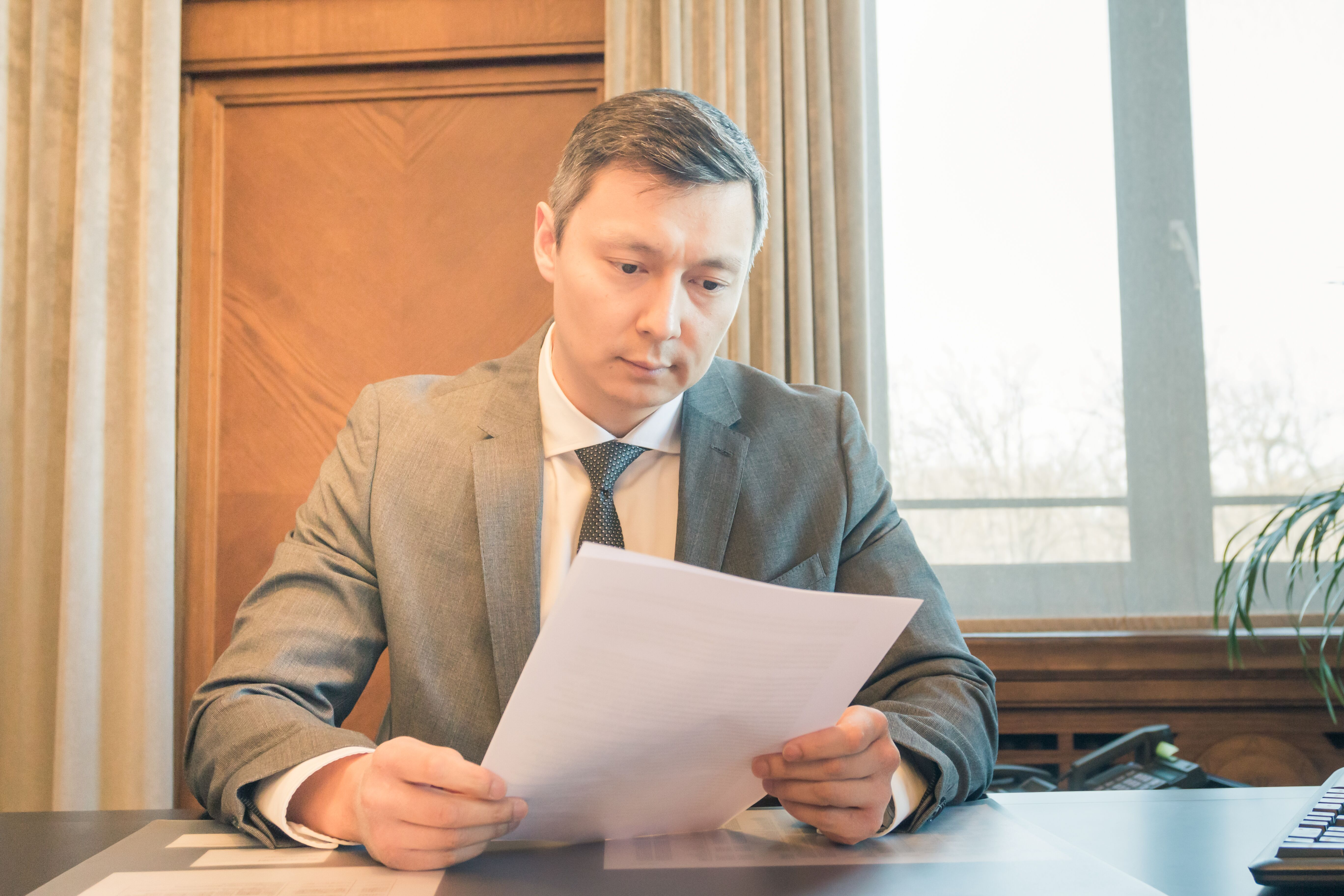
Михаїл Килварт

Михаїл Килварт (нар. 24 листопада 1977, Кизилорда) — естонський політик та лідер Центристської партії з 2023 року. Він є нинішнім мером столиці Естонії, Таллінна, обіймаючи цю посаду з квітня 2019 року після відставки Тааві Ааса.
З 1999 по 2002, Килварт був членом районної ради району Ласнамяе Таллінна. У 2008 році вступив до Центристської партії. У 2009 році він був обраний до міської ради Таллінна. Переймався питаннями молоді, спорту, а також правами національних меншин у Таллінні, завдяки чому мав популярність серед російського населення міста. У 2011 році він був обраний до параменту Естонії — Рійгікогу, і залишив посаду заступника мера Таллінна. Згодом, з 2017 по 2019 рік, він був головою Талліннської міської ради. У квітні 2019 був обраний мером Таллінна після відставки мера Тааві Ааса і залишив парламент. 30 вересня 2019 року отримав звання почесного громадянин Сеула, Південна Корея., а в квітні 2022 року він отримав ступінь почесного доктора університету Шінхан.
10 вересня 2023 року Килварт був обраний лідером Центристської партії Естонії на спеціальній партійній конференції в Пайде. Він отримав 543 голоси (51,91 %), перемігши Танела Кійка, який отримав 489 голосів (46,75 %).